# Џо Хил
Џо Хилстром Кинг (енгл. Joseph Hillström King; Бангор, 4. јун 1972), познатији под књижевним псеудонимом Џо Хил (енгл. Joe Hill) амерички је књижевник. Син је Табите и Стивена Кинга, као и брат књижевника Овена Кинга.

## Детињство и младост
Рођен је 4. јуна 1974. године у Бангору, у Мејну. Син је Табите Кинг (девојачко Спрус) и Стивена Кинга. Његов млађи брат Овен Кинг је такође књижевник. Има старију сестру, Наоми Кинг.